# Papillös

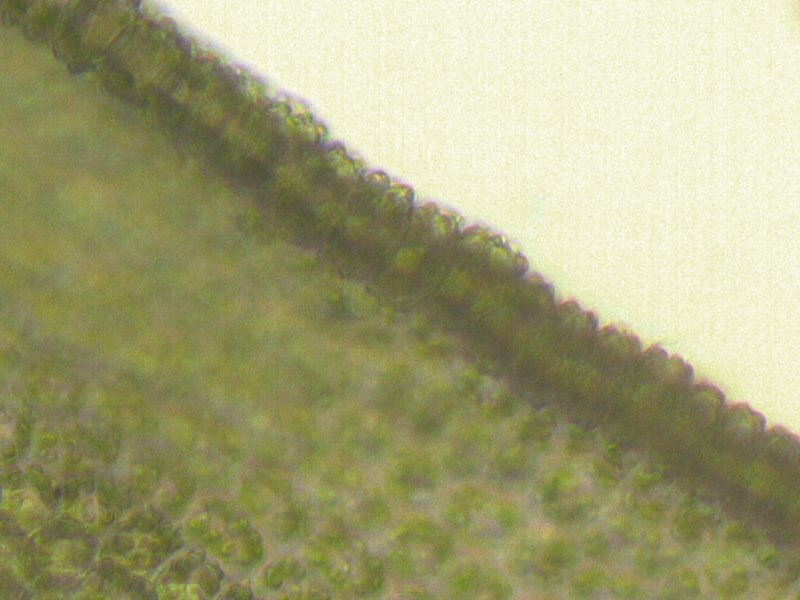
Papillösa kantceller på bladen av Tortula ruralis.

Papillös är beskrivningen av en yta som är mycket fint vårtig, så fint att det bara är synligt i stark förstoring. Ordet kommer av latinets papilla, vilket betyder bröstvårta. Papillös används i botaniska beskrivningar av epidermis, men också i zoologin. Termen är också vanlig som artepitet, då i formen papillatus, papillosus eller papilliformis. (Till exempel Hawortia papillosus eller Echinocereus papillosus)